# Бурумов Андрій Миколайович
Андрій Миколайович Бурумов (30 жовтня 1894, село Нікольське Спаського повіту Казанської губернії, тепер Татарстан, Російська Федерація — розстріляний 27 жовтня 1937) — радянський діяч, голова виконавчого комітету Одеської окружної ради.

## Життєпис
У 1914 році закінчив педагогічні курси, працював вчителем початкової школи.
Член Партії соціалістів-революціонерів з березня по грудень 1917 року. Член Партії лівих соціалістів-революціонерів з грудня 1917 по червень 1918 року.
З 1917 року — редактор газети «Крестьянин» у місті Казані; член виконавчого комітету Оранненбаумської ради.
У листопаді 1917 — лютому 1919 року — голова виконавчого комітету Спаської повітової ради Казанської губернії.
Член РКП(б) з листопада 1918 року.
21 липня 1919 року був заарештований «за контрреволюційну діяльність». 8 листопада 1919 року виправданий Казанським ревтрибуналом.
З 1919 по січень 1921 року служив у Червоній армії.
У грудні 1921 — серпні 1922 року — відповідальний секретар Херсонського окружного (повітового) комітету КП(б)У.
У серпні 1922 — березні 1923 року — відповідальний секретар Єлисаветградського повітового комітету КП(б)У.
У березні — жовтні 1923 року — відповідальний секретар Єлисаветградського окружного комітету КП(б)У.
У 1923—1924 роках — завідувач Одеського губернського відділу соціального забезпечення.
У червні 1924 — липні 1925 року — голова виконавчого комітету Одеської окружної ради. У серпні 1925 року — голова виконавчого комітету Одеської губернської ради.
30 вересня 1925 — жовтень 1927 року — голова виконавчого комітету Славгородської окружної ради Сибірського краю.
З 1927 року — на господарській роботі.
У 1936 — лютому 1937 року — завідувач Західно-Сибірського крайового відділу місцевої промисловості. У лютому — травні 1937 року — завідувач Західно-Сибірського крайового відділу легкої промисловості.
У травні 1937 року заарештований органами НКВС. Розстріляний 27 жовтня 1937 року. Посмертно реабілітований.